# Resonancia magnética
La resonancia magnética es un proceso mediante el cual se establece una excitación física (resonancia) a través del magnetismo.
Este proceso se utilizó para desarrollar la tecnología de imágenes por resonancia magnética (MRI) y espectroscopia de resonancia magnética nuclear (NMRS). También se está utilizando para desarrollar ordenadores cuánticos de resonancia magnética nuclear.

## Historia
La primera observación de la resonancia del espín electrónico fue en 1944 por Yevgeni Zavoisky, un físico soviético que entonces enseñaba en la Universidad Estatal de Kazán (ahora Universidad Federal de Kazán). La resonancia magnética nuclear fue observada por primera vez en 1946 en los EE. UU. por un equipo dirigido por Felix Bloch, al mismo tiempo que un equipo separado dirigido por Edward Mills Purcell, quienes más tarde serían los premios Nobel de Física de 1952.

## Métodos resonantes y no resonantes.
Una forma natural de medir la separación entre dos niveles de energía es encontrar una cantidad mensurable definida por esta separación y medirla. Sin embargo, la precisión de este método está limitada por la precisión de la medición y, por lo tanto, puede ser deficiente.    
Alternativamente, podemos montar un experimento en el que el comportamiento del sistema dependa del nivel de energía. Si aplicamos un campo externo de frecuencia controlada, podemos medir la separación de niveles observando en qué frecuencia ocurre un cambio cualitativo: eso significaría que a esta frecuencia, la transición entre dos estados tiene una alta probabilidad. Un ejemplo de tal experimento es una variación del experimento de Stern-Gerlach, en el que el momento magnético se mide encontrando la frecuencia de resonancia para la transición entre dos estados de espín.